# Princesse Mononoké (bande originale)
Princesse Mononoké est un film de Hayao Miyazaki, dont la musique est signée Joe Hisaishi : il s'agit de la sixième collaboration entre le réalisateur et le compositeur.

## Albums japonais

### Mononoke Hime Image Album
Albums de Joe Hisaishi
Nokto da la galaksia fervojo Piano Stories II
Toute la musique est composée par Joe Hisaishi.
| Mononoke Hime Image Album | Mononoke Hime Image Album          | Mononoke Hime Image Album | Mononoke Hime Image Album | Mononoke Hime Image Album | Mononoke Hime Image Album | Mononoke Hime Image Album | Mononoke Hime Image Album | Mononoke Hime Image Album | Mononoke Hime Image Album |
| No                        | Titre                              | Durée                     |                           |                           |                           |                           |                           |                           |                           |
| ------------------------- | ---------------------------------- | ------------------------- | ------------------------- | ------------------------- | ------------------------- | ------------------------- | ------------------------- | ------------------------- | ------------------------- |
| 1.                        | アシタカせっき (Ashitaka sekki)    | 4:40                      |                           |                           |                           |                           |                           |                           |                           |
| 2.                        | タタリ神 (Tatari-gami)             | 5:53                      |                           |                           |                           |                           |                           |                           |                           |
| 3.                        | 失われた民 (Ushinawareta tami)     | 5:09                      |                           |                           |                           |                           |                           |                           |                           |
| 4.                        | もののけ姫 (Mononoke-hime)         | 4:14                      |                           |                           |                           |                           |                           |                           |                           |
| 5.                        | ヤックル (Yakkuru)                 | 4:08                      |                           |                           |                           |                           |                           |                           |                           |
| 6.                        | シシ神の森 (Shishigami no mori)    | 4:47                      |                           |                           |                           |                           |                           |                           |                           |
| 7.                        | エボシ御前 (Eboshi-gozen)          | 4:11                      |                           |                           |                           |                           |                           |                           |                           |
| 8.                        | コダマ達 (Kodama-tachi)            | 3:55                      |                           |                           |                           |                           |                           |                           |                           |
| 9.                        | 犬神モロの公 (Inugami moro no kou) | 4:00                      |                           |                           |                           |                           |                           |                           |                           |
| 10.                       | アシタカとサン (Ashitaka to San)   | 4:33                      |                           |                           |                           |                           |                           |                           |                           |
| 45:38                     |                                    |                           |                           |                           |                           |                           |                           |                           |                           |

### Mononoke Hime Soundtrack
Albums de Joe Hisaishi
Parasite Eve Works I
| 1.     | アシタカせっき (Ashitaka Sekki)                                                      | 1:38 |
| 2.     | タタリ神 (Tatari-Gami)                                                               | 3:48 |
| 3.     | 旅立ち-西へ- (Tabidachi-Nishi He-)                                                   | 2:32 |
| 4.     | 呪われた力 (Norowareta Chikara)                                                      | 0:33 |
| 5.     | 穢士 (Edo)                                                                           | 2:58 |
| 6.     | 出会い (Deai)                                                                        | 0:49 |
| 7.     | コダマ達 (Kodamatachi)                                                               | 2:26 |
| 8.     | 神の森 (Kami no Mori)                                                                | 0:38 |
| 9.     | 夕暮れのタタラ場 (Yuugure no Tatara Ba)                                              | 0:38 |
| 10.    | タタリ神II〜うばわれた山〜 (Tatari-Gami II ~Ubawareta Yama~)                         | 0:56 |
| 11.    | エボシ御前 (Eboshi Gozen)                                                            | 2:47 |
| 12.    | タタラ踏む女達 〜エボシ タタラうた〜 (Tatara Fumu Onnatachi ~Eboshi Tatara Uta~)     | 1:27 |
| 13.    | 修羅（しゅら） (Shyura)                                                              | 1:27 |
| 14.    | 東から来た少年 (Higashi kara Kita Shounen)                                           | 1:24 |
| 15.    | レクイエム (Requiem)                                                                 | 2:21 |
| 16.    | 生きろ (Ikiro)                                                                       | 0:29 |
| 17.    | シシ神の森の二人 (Shishi Gami no Mori no Futari)                                     | 1:38 |
| 18.    | もののけ姫 〜インストゥルメンタルバージョン〜 (Mononoke Hime ~Instrumental Version~) | 2:08 |
| 19.    | レクイエムII (Requiem II)                                                            | 2:11 |
| 20.    | もののけ姫ヴォーカル (Mononoke Hime Vocal)                                           | 3:29 |
| 21.    | 戦いの太鼓 (Tatakai no Taiko)                                                        | 2:44 |
| 22.    | タタラ場前の戦い (Tatara Ba Mae no Tatakai)                                          | 1:25 |
| 23.    | 呪われた力II (Norowareta Chikara II)                                                 | 2:29 |
| 24.    | レクイエムIII (Requiem III)                                                          | 0:52 |
| 25.    | 敗走 (Haisou)                                                                        | 1:29 |
| 26.    | タタリ神III (Tatari-Gami III)                                                        | 1:11 |
| 27.    | 死と生のアダージョ (Shi to Sei no Adagio)                                            | 2:07 |
| 28.    | 黄泉の世界 (Yomi no Sekai)                                                           | 1:27 |
| 29.    | 黄泉の世界II (Yomi no Sekai II)                                                      | 1:32 |
| 30.    | 死と生のアダージョII (Shi to Sei no Adagio II)                                       | 1:03 |
| 31.    | アシタカとサン (Ashitaka to San)                                                     | 3:08 |
| 32.    | もののけ姫 〜ヴォーカルエンディング〜 (Mononoke Hime ~Vocal Ending~)                 | 1:29 |
| 33.    | アシタカせっき エンディング (Ashitaka Sekki Ending)                                  | 4:52 |
| 62 min |                                                                                      |      |

### Mononoke Hime Symphonic Suite
Albums de Joe Hisaishi
Nokto da la galaksia fervojo Nagano Paralympics 1998 Tribute Hope
Toute la musique est composée par Joe Hisaishi.
| Mononoke Hime Symphonic Suite | Mononoke Hime Symphonic Suite                                           | Mononoke Hime Symphonic Suite | Mononoke Hime Symphonic Suite | Mononoke Hime Symphonic Suite | Mononoke Hime Symphonic Suite | Mononoke Hime Symphonic Suite | Mononoke Hime Symphonic Suite | Mononoke Hime Symphonic Suite | Mononoke Hime Symphonic Suite |
| No                            | Titre                                                                   | Durée                         |                               |                               |                               |                               |                               |                               |                               |
| ----------------------------- | ----------------------------------------------------------------------- | ----------------------------- | ----------------------------- | ----------------------------- | ----------------------------- | ----------------------------- | ----------------------------- | ----------------------------- | ----------------------------- |
|                               | アシタカせっき (Ashitaka sekki)                                         | 5:48                          |                               |                               |                               |                               |                               |                               |                               |
|                               | タタリ神 (Tatari-gami)                                                  | 6:44                          |                               |                               |                               |                               |                               |                               |                               |
|                               | 旅立ち〜西へ〜 (Tabidati〜Nisi he〜)                                    | 4:58                          |                               |                               |                               |                               |                               |                               |                               |
|                               | もののけ姫 (Mononoke-hime)                                              | 4:43                          |                               |                               |                               |                               |                               |                               |                               |
|                               | シシ神の森 (Sisigami no mori)                                           | 6:09                          |                               |                               |                               |                               |                               |                               |                               |
|                               | レクイエム〜呪われた力〜 (Requiem〜Norowareta chikara〜)                | 7:10                          |                               |                               |                               |                               |                               |                               |                               |
|                               | 黄泉の世界〜生と死のアダージョ〜 (Yomi no sekai〜Sei to si no adagio〜) | 7:21                          |                               |                               |                               |                               |                               |                               |                               |
|                               | アシタカとサン (Ashitaka to San)                                        | 4:27                          |                               |                               |                               |                               |                               |                               |                               |
| 47:20                         |                                                                         |                               |                               |                               |                               |                               |                               |                               |                               |

## Albums français
En France, plusieurs albums sont sortis, dont le premier en 2000, comportant les 33 pistes du film.
Toute la musique est composée par Joe Hisaishi.
| 1.  | The Legend Of Ashitaka                         |  |
| 2.  | The Demon God                                  |  |
| 3.  | The Journey To The West                        |  |
| 4.  | The Demon Power                                |  |
| 5.  | The Land Of The Impure                         |  |
| 6.  | The Encounter                                  |  |
| 7.  | Kodamas                                        |  |
| 8.  | The Forest Of The Gods                         |  |
| 9.  | Evening At The Ironworks                       |  |
| 10. | The Demon God Ii : The Lost Mountains          |  |
| 11. | Lady Eboshi                                    |  |
| 12. | The Tatra Women Work Song                      |  |
| 13. | The Furies                                     |  |
| 14. | The Young Man From The East                    |  |
| 15. | Requiem                                        |  |
| 16. | Will To Live                                   |  |
| 17. | San And Ashitaka In The Forest Of The Deer God |  |
| 18. | Princess Mononoke Theme Song                   |  |
| 19. | Requiem Ii                                     |  |
| 20. | Princess Mononoke Theme Song                   |  |
| 21. | The Battle Drums                               |  |
| 22. | The Battle In Front Of The Ironworks           |  |
| 23. | The Demon Power Ii                             |  |
| 24. | Requiem Iii                                    |  |
| 25. | The Retreat                                    |  |
| 26. | The Demon God Iii                              |  |
| 27. | Adagio Of Life And Death                       |  |
| 28. | The World Of The Dead                          |  |
| 29. | The World Of The Dead Ii                       |  |
| 30. | Adagio Of Life And Death Ii                    |  |
| 31. | Ashitaka And San                               |  |
| 32. | Princess Mononoke Theme Song                   |  |
| 33. | The Legend Of Ashitaka Theme                   |  |

En 2001 sort la Suite Symphonique de Princesse Mononoke, comportant 8 titres. Cet album est réédité en 2006.
Toute la musique est composée par Joe Hisaishi.
| 1. | 1st Movement : The Legend Of Ashitaka                         |  |
| 2. | 2nd Movement : Ta Ta Ri Gami (The Demon God)                  |  |
| 3. | 3rd Movement : The Journey To The West                        |  |
| 4. | 4th Movement : Mononoke Hime                                  |  |
| 5. | 5th Movement : The Forest Of The Deer God                     |  |
| 6. | 6th Movement : Requiem-The Demon Power                        |  |
| 7. | 7th Movement : The World Of The Dead-Adagio Of Life And Death |  |
| 8. | 8th Movement : Ashitaka And San                               |  |

L'album le plus récent est celui de 2012, qui est dans la collection Les Classiques des Studios Ghibli, et comporte les 33 titres du film.
Toute la musique est composée par Joe Hisaishi.
| 1.  | The legend of ashitaka                                                 |  |
| 2.  | The demon god                                                          |  |
| 3.  | The journey to the west                                                |  |
| 4.  | The demon power                                                        |  |
| 5.  | The land of the impure                                                 |  |
| 6.  | The encounter                                                          |  |
| 7.  | Kodamas                                                                |  |
| 8.  | The forest of the gods                                                 |  |
| 9.  | Evening at the ironworks                                               |  |
| 10. | The demon god ii = the lost mountains                                  |  |
| 11. | Lady eboshi                                                            |  |
| 12. | The tatara women work song                                             |  |
| 13. | The furies                                                             |  |
| 14. | The young man from the east                                            |  |
| 15. | Requiem                                                                |  |
| 16. | Will to live                                                           |  |
| 17. | San and ashitaka in the forest of the deer god                         |  |
| 18. | Princess mononoke theme song mononoke-hime instrumental version        |  |
| 19. | Requiem ii                                                             |  |
| 20. | Princess mononoke theme song mononoke-hime performed by yoshikazu mera |  |
| 21. | The battle drums                                                       |  |
| 22. | The battle in front of the ironworks                                   |  |
| 23. | The demon power ii                                                     |  |
| 24. | Requiem iii                                                            |  |
| 25. | The retreat                                                            |  |
| 26. | The demon god iii                                                      |  |
| 27. | Adagio of life and death                                               |  |
| 28. | The world of the dead                                                  |  |
| 29. | The world of the dead ii                                               |  |
| 30. | Adagio of life and death ii                                            |  |
| 31. | Ashitaka and san                                                       |  |
| 32. | Princess mononoke theme song mononoke-hime performed by yoshikazu mera |  |
| 33. | The legend of ashitaka theme end credit                                |  |